# UTC−00:25:21
UTC-00:25:21 시간대는 협정 세계시보다 25분 21초 늦은 시간대이다. 영국(그레이트브리튼 아일랜드 연합왕국) 합병 이후 1880년 8월 2일부터 1916년 10월 1일까지 아일랜드 표준시로 사용되었다.

## 시간대
더블린 표준시(Dublin Mean Time)는 영국의 법정 시간으로 그리니치 표준시(GMT)를 정의한 1880년 법령(시간 정의)를 통해 도입되었고, 1916년 아일랜드 시간법을 통해 1916년 10월 1일 일요일 오전 3시부터 아일랜드에서 사용하는 시간대를 영국에서 사용하는 시간대와 동일하게 변경했다. 정확히는 이보다 21초 늦게 사용하였다.